# Championnat du monde d'endurance moto 2016
Navigation
Édition précédente Édition suivante
La saison 2016 du Championnat du monde d'endurance moto est la 37e édition de cette compétition. Elle se déroule du 9 avril au 27 août 2016. Il s'agit de la dernière saison ce déroulant sous une forme estivale, Le Bol d'or 2016 compte ainsi pour la saison 2016-2017.

## Calendrier
| N° | Date         | Course                  | Circuit                            | Lieu                | État, Pays |
| -- | ------------ | ----------------------- | ---------------------------------- | ------------------- | ---------- |
| 1  | 9 & 10 avril | 24 Heures du Mans       | Circuit des 24 Heures              | Le Mans             | France     |
| 2  | 11 juin      | 12 Heures de Portimão   | Autódromo Internacional do Algarve | Portimão            | Portugal   |
| 3  | 31 juillet   | 8 Heures de Suzuka      | Circuit de Suzuka                  | Suzuka              | Japon      |
| 4  | 27 août      | 8 Heures d'Oschersleben | Motorsport Arena Oschersleben      | Oschersleben (Bode) | Allemagne  |

## Classement

### Attribution des points
| Points | 60 | 50 | 44 | 37 | 32 | 26 | 20 |

### Classement pilotes
| Pos. | Pilote       | Ecurie       | LMS | POR | SUZ | OSC | Total points |
| ---- | ------------ | ------------ | --- | --- | --- | --- | ------------ |
| 1    | Lucas Mahias | GMT94 Yamaha | 4   | 1   | 7   | 1   | 123          |